# ゲーオ (デンマーク王子)
ゲーオ・ア・ダンマーク（Georg af Danmark, 1920年4月16日 - 1986年9月29日）は、デンマークの王族。クリスチャン9世の曾孫にあたる。全名はゲーオ・ヴァルデマー・カール・アクセル（Georg Valdemar Carl Axel）。クリスチャン9世の孫であるアクセル王子と、その妻でスウェーデン王族のヴェステルイェートランド公カールの娘であるマルガレータの間の長男。ロンドンやパリのデンマーク大使館に駐在武官として勤務した。1950年9月16日にスコットランドのグラームス城において、イギリス女王エリザベス2世の母方の従姉アン・ボーズ＝ライアンと結婚した。夫妻の間に子供は無かった。